# 正規基底
数学の体論における正規基底（せいききてい、英: normal basis）とは、有限次ガロア拡大に対するある特別な種類の基底で、ガロア群に対する単一の軌道を形成するものとして特徴づけられる。正規基底定理（normal basis theorem）では、任意の体の有限ガロア拡大には正規基底が存在することが述べられている。代数的数論においては、正規整基底の存在に関するより精練された問題の研究が、ガロア加群の理論の一部分を占めている。
有限体の場合、このことは基底の各元が他のどの元ともp-乗フロベニウス写像(Frobenius endomorphism)を繰り返し作用させることで結びつけられることを意味する。ここで p は考えている体の標数である。pm 個の元を持つ体を GF(pm) とし、その元 β は m 個の元
{\displaystyle \{\beta ,\beta ^{p},\beta ^{p^{2}},\ldots ,\beta ^{p^{m-1}}\}}
が線型独立となるものとすれば、この集合は GF(p) 上で GF(pm) の正規基底を成す。

## 用法
この基底は、楕円曲線暗号のような離散対数問題に基づく暗号理論における応用の場面において、頻繁に用いられる。正規基底による算術的なハードウェア実行は、通常、他の基底によるものよりも遥かに少ないパワー消費量で済む。
元を二進列で表現するとき（例えば、GF(23) における最上位ビットは β4 で、最下位ビットは β で表される）、ラップアラウンドを伴う左回転シフトを行うことでそれらの元を二乗することが出来る（β4 の左シフトは β8 を与えるであろうが、今は GF(23) で考えているため、これは β へとラップアラウンドする）。このことは、頻繁な二乗化を有用なものとする暗号システムにおいて特に魅力的なものとして、正規基底を位置づける。

## 自由元
E/F が群 G をガロワ群とするガロア拡大で、E 内の x が正規基底を生成するなら、x は E/F において自由（free）であると言われる。x が、G 内のすべての部分群 H とその固定体 H° に対し、x が E/H° において自由となるという性質を持つとき、x は E/F において完全自由（completely free）であると言う。すべてのガロア拡大は、完全自由元を持つ。